# Главный ревизор США
Главный ревизор США (англ. Comptroller General of the United States) — это директор Счётной палаты США, органа законодательной власти, созданного Конгрессом в 1921 году под первоначальным названием «Генеральная бухгалтерская служба» (англ. General Accounting Office), для обеспечения финансовой и управленческой подотчетности федерального правительства.

## Обзор
Закон о бюджете и бухгалтерском учете 1921 года «создал учреждение правительства, известное как Главное бухгалтерское управление, которое должно быть независимым от исполнительных департаментов и находиться под контролем и руководством Главного ревизора США».
Закон также предусматривал, что «Главный ревизор США должен расследовать в резиденции правительства или где-либо еще все вопросы, связанные с получением, расходованием и использованием государственных средств, и по его просьбе предоставлять их президенту и Конгрессу». ... рекомендации, направленные на большую экономию или эффективность государственных расходов».
Главный ревизор США назначается сроком на пятнадцать лет Президентом Соединенных Штатов по рекомендации и с согласия Сената. Когда должность Главного ревизора США освобождается, текущий Главный ревизор США должен назначить должностное лицо или сотрудника Счётной палаты США в качестве исполняющего обязанности Генерального контролера до тех пор, пока новый Главный ревизор США не будет назначен Президентом и утвержден Сенатом (см. Раздел 31 Кодекса США § 703).
Главный ревизор США несет ответственность за проверку финансовых отчетов, которые министр финансов и директор Административно-бюджетного управления представляют Конгрессу и президенту. За каждый финансовый год, начиная с 1996 года, когда началась консолидированная финансовая отчетность, Главный ревизор США отказывался подтвердить точность консолидированных показателей федерального бюджета, ссылаясь на «серьезные проблемы финансового управления в Министерстве обороны, неспособность федерального правительства адекватно учитывать и согласовывать внутриправительственную деятельность и балансы между федеральными агентствами, неэффективный процесс по подготовке консолидированной финансовой отчетности федерального правительства».
Нынешний главный ревизор США Джин Додаро (Eugene Louis Dodaro) занял этот пост 22 декабря 2010 года. Ему предшествовал Дэвид Уокер (David M. Walker).  15 февраля 2008 года Дэвид Уокер объявил, что уходит из Счётной палаты США. Джин Додаро стал исполняющим обязанности главного ревизора США 13 марта 2008 года, а затем был назначен президентом 22 сентября 2010 года и утвержден Сенатом 22 декабря 2010 года. Додаро был приведен к присяге в качестве главного ревизора США на церемонии в Счётной палате 30 декабря 2010 года.

## Список главных ревизоров США
| Изображение | Генеральный контролер | Срок службы                          | Назначение президента |
| ----------- | --------------------- | ------------------------------------ | --------------------- |
|             | Джон Маккарл          | 1 июля 1921 г. - 30 июня 1936 г.     | Уоррен Дж. Хардинг    |
|             | Фред Браун            | 11 апреля 1939 г. - 19 июня 1940 г.  | Франклин Д. Рузвельт  |
|             | Линдси Уоррен         | 1 ноября 1940 г. - 30 апреля 1954 г. | Франклин Д. Рузвельт  |
|             | Джозеф Кэмпбелл       | 14 декабря 1954 г. - 31 июля 1965 г. | Дуайт Д. Эйзенхауэр   |
|             | Элмер Стаат           | 8 марта 1966 г. - 3 марта 1981 г.    | Линдон Б. Джонсон     |
|             | Чарльз Баушер         | 1981–1996 гг.                        | Рональд Рейган        |
|             | Дэвид Уокер           | 1998–2008 гг.                        | Билл Клинтон          |
|             | Джин Додаро           | 2010 – настоящее время               | Барак Обама           |

## Внешние ссылки
- gao.gov/about/comptroller-general/ — официальный сайт Главный ревизор США